# Hugh Farquharson
Hugh Farquharson   (Montreal, 4 de novembre de 1911 - Burlington, 27 de març de 1985) va ser un jugador d'hoquei sobre gel canadenc que va competir durant la dècada de 1930.
El 1931 es va graduar a la Universitat McGill. Entre 1927 i 1934 va jugar com a davanter amb els McGill Redmen, amb qui va guanyar quatre campionats en sis temporades.
Tot i que Farquharson era membre del Royal Montreal Hockey Club, el comitè olímpic canadenc el va afegir, juntament amb els seus companys d'equip David Neville i Ralph St. Germain, als Port Arthur Bearcats per representar el Canadà en els Jocs Olímpics d'Hivern de Garmisch-Partenkirchen, on guanyà la medalla de plata en la competició d'hoquei sobre gel. Amb 11 gols fou el màxim golejador de l'equip.
El 1987 va ser inclòs al Northwestern Ontario Sports Hall of Fame i el 2002 al McGill Sports Hall of Fame.